# Reserva nacional Río Simpson

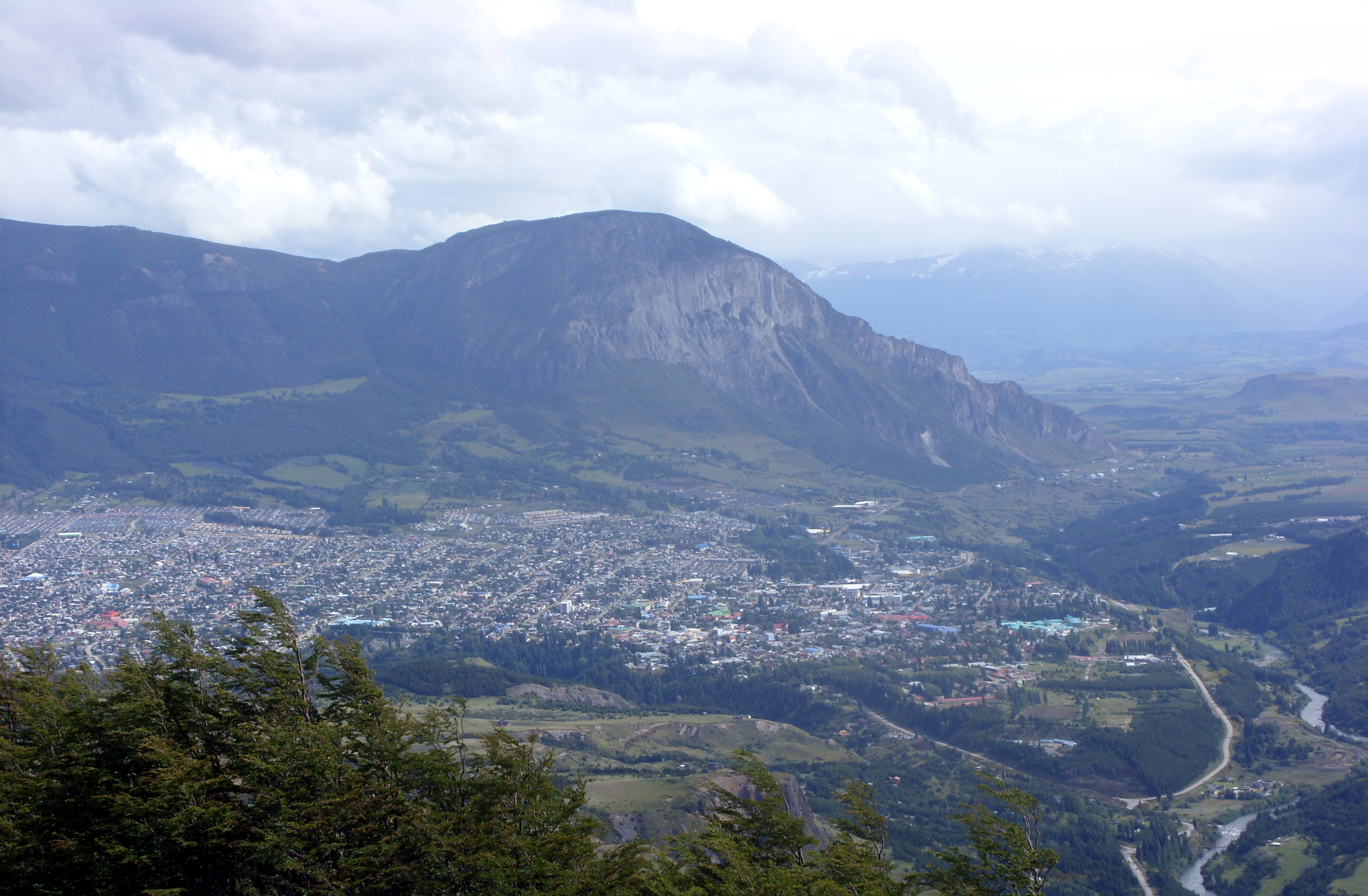
Parte baja de la ciudad de Coyhaique, en la confluencia de los ríos Coyhaique y Simpson (derecha). Al fondo el cerro Mackay. Foto tomada desde la falda del Cinchao.

Reserva Nacional Río Simpson es una reserva nacional, ubicada en la Región de Aysén del General Carlos Ibáñez del Campo, en el sur de Chile.
Lleva el nombre del Río Simpson, tributario del Río Aysén. Es una de las áreas silvestres protegidas, administradas por la Corporación Nacional Forestal (CONAF). Conserva en su interior especies vegetales y animales que deben ser protegidas para garantizar su existencia en el futuro.
La superficie del área protegida es de 40.452 hectáreas, un relieve accidentado y con cumbres superiores a los 1.600 metros, lo que da origen a valles y angostas quebradas por los que bajan los ríos. También destacan los ríos Correntoso y Cascada de la Virgen, afluentes del Simpson, ambos rodeados de paisajes y exuberante vegetación. La reserva nacional es ideal para las prácticas de turismo aventura, y su peculiar flora y fauna lo convierten en uno de los atractivos más pintorescos por su geografía accidentada. 

## Historia
Esta Reserva Nacional fue creada el 1 de diciembre de 1999, con una superficie de 41.370 hectáreas.

## Acceso
Terrestre, por carretera pavimentada que une las ciudades de Coyhaique y Puerto Aysén.

## Costos
| Entrada                             | Valor  |
| ----------------------------------- | ------ |
| Adulto Nacional                     | $2000  |
| Adulto Extranjero                   | $3000  |
| Niño Nacional                       | $1000  |
| Niño Extranjero                     | $1500  |
| Personas con capacidades diferentes | $1000  |
| Adulto Mayor 60 años                | $1000  |
| Menores de 6 años                   | gratis |
| Niños con capacidades diferentes    | gratis |

## Fauna
Recorriendo la Reserva Nacional, es posible avistar especies de mamíferos como zorros, pudú, gato guiña, y aves como el chucao, martín pescador, rayaditos, hued hued del sur, cometocino patagónico, entre otras especies.

## Senderos

### Pioneros (antiguamente El Pescador)
Distancia aproximada: 2.5 kilómetros
Dificultad: baja.
Duración: 01:30 minutos.
Bordea el río que da nombre a la Reserva Nacional. Ruta antiguamente utilizada por los colonos de la región.

### Acceso Universal (en construcción)
Distancia aproximada: 200 metros.
Dificultad: baja.

### Niños (en construcción)
Distancia aproximada: 200 metros.
Dificultad: baja.

## Visitantes
Esta reserva recibe una gran cantidad de visitantes cada año chilenos y especialmente extranjeros.
| Año         | 2007  | 2008  | 2009  | 2010  | 2011  | 2012  | 2013   | 2014    | 2015  | 2016   | 2017   | 2018   |
| ----------- | ----- | ----- | ----- | ----- | ----- | ----- | ------ | ------- | ----- | ------ | ------ | ------ |
| chilenos    | 1.332 | 1.917 | 1.994 | 1.867 | 986   | 1.922 | 4.352  | 2.848   | 2.360 | 2.814  | 4.895  | 8.427  |
| extranjeros | 6.191 | 7.456 | 7.130 | 7.375 | 3.295 | 4.784 | 7.111  | 5.36596 | 5.356 | 8.872  | 8.966  | 5.920  |
| Total       | 7.523 | 9.373 | 9.124 | 9.242 | 4.281 | 6.706 | 11.463 | 8.213   | 7.716 | 11.686 | 13.861 | 14.347 |